# Samirah Al Abbas
Samirah Al-Abbas è un personaggio immaginario della trilogia fantasy Magnus Chase e gli Dei di Asgard di Rick Riordan. La ragazza è una semidea figlia del dio norreno Loki e di un'umana.

## Biografia del personaggio

### Infanzia
Samirah è nata dalla dottoressa Ayesha Al-Abbas e dal dio norvegese Loki. Ha perso la madre in giovane età ed è stata affidata ai nonni che l'hanno promessa in sposa ad Amir Fadlan, di cui la ragazza è innamorata da quando aveva dodici anni. Il padre avrebbe cercato di vederla di tanto in tanto, ma lei non ha mai voluto incontrarlo.
Frequentò la Malcolm X Middle School, dove fu oggetto di razzismo e di bullismo a causa del suo essere musulmana; nonostante ciò quando la scuola venne attaccata da un gigante si batté con lui per proteggere i compagni. Subito dopo Odino le apparve e le offrì un posto come valchiria, e lei accettò.
Appena prima del sedicesimo compleanno di Magnus Chase Odino le apparve nuovamente e le disse di portare l'anima di Magnus nel Valhalla.

### La spada del guerriero
Dopo il combattimento di Magnus con Surt porta il ragazzo nel Valhalla, ma a cena a causa del capitano delle valchirie Gunilla, la scelta del figlio di Freyr appare errata e la ragazza viene espulsa dalla sorellanza delle valchirie.
Dopo la fuga di Magnus dall'albergo i due si ritrovano entrambi alla ricerca della Spada dell'estate (Sam vuole recuperarla per dimostrare di non essere fedele a suo padre) e decidono di collaborare insieme a Blitz ed Heart, il nano e l'elfo messi da Mímir a protezione di Magnus.
Samirah durante il viaggio aiuterà Blitzen a vincere una gara d'artigianato in modo da ottenere la nuova corda per bloccare Fenris e tratterrà quest'ultimo il tempo necessario per permettere a Magnus di legarlo.

### Il martello di Thor
Sei settimane dopo la sconfitta di Fenris, Sam si incontra Magnus in un bar ma è costretta ad andarsene quasi subito perché deve raccogliere l'anima della sorellastra Alex così i due possonon parlarsi nel Valhalla dopo cena e la ragazza rivela all'amico che Loki è andato a casa sua, ha parlato della vita da Valchiria di Sam coi suoi nonni e l'ha promessa in sposa a un gigante di terra di nome Thrym, cosa che l'ha costretta a dire la verità ad Amir. Seguendo le informazioni di Otis i due si recano con Hearth e Blitz in un tumulo a Provincetown, ignorando una profezia che annuncia la morte di Blitz. Nel tumulo il gruppo viene assalito dai draugr, da Randolph zio di Magnus e Loki. Randolph pugnala Blitz con la spada Skofnung (Mjolnir invece non c'è lì) e Sam viene messa fuori combattimento dal padre. Per salvare Blitz, Magnus lo trasforma in pietra adoperando la luce. Successivamente, Magnus e Hearth si recano ad Alfheim per trovare la Pietra Skofnung, unica cosa in grado di guarire Blitz mentre Sam cerca di chiarirsi con Amir.
Salvato il nano il gruppo si riunisce con l'aggiunta di Alex Fierro e scopre che Samirah è stata promessa in sposa proprio al gigante che si è impadronito del martello di Thor e dovranno infiltrarsi al matrimonio per recuperarlo. Riescono nell'impresa ma Loki si libera dalla sua prigione e fugge.
Al termine del libro Sam dice a Magnus che se riusciranno a imprigionare nuovamente Loki smetterà di essere una valchiria, si concentrerà sull'ottenere la licenza da pilota e condurrà una vita normale come moglie di Amir.

## Aspetto e personalità
Sam è arabo-americana. Ha lunghi capelli castani e occhi dello stesso colore allo stesso tempo scuri e luminosi (simili a quelle del padre Loki). Indossa spesso un hijab verde intorno al collo.
Sam si dimostra spesso una valchiria devota ma, allo stesso tempo vuole vivere una vita normale.
Ama i suoi nonni e odia mentirgli. Ha una personalità determinata e a tratti compassionevole.

## Poteri e abilità
Rilevazione mostri: Sam è in grado di percepire la posizione dei mostri più potenti. Ha usato quest'abilità, per trovare il suo fratellastro, Jormungand.
Mutaforma: Samirah possiede la capacità di cambiare forma. Finora ha usato questo potere per trasformarsi in una cerva, in un tafano, e in un leone. Tuttavia, non ama usare quest'abilità perché quando l'adopera sente la natura di suo padre che cerca di impadronirsi di lei.
Volo: essendo una valchiria Sam è in grado di volare.
Oltre a ciò si rivela una buona combattente con l'ascia e la lancia ed è in grado di parlare l'arabo, l'inglese, il norreno e la lingua dei segni.

## Curiosità
Il suo cognome significa "Del leone".
Aspira a diventare pilota d'aereo.